# Nackt und heiß auf Mykonos
Nackt und heiß auf Mykonos ist ein deutsch-griechischer Softsexfilm aus dem Jahr 1979 von Claus Tinney mit Sascha Hehn in der Hauptrolle.

## Handlung
Ginster und Tobias sind frisch verheiratet, da zeichnen sich bereits Gewitterwolken am Ehehimmel ab. Es kommt zum ersten großen Krach, Scherben inklusive. Daraufhin fahren beide getrennt in den Urlaub. Ohne dies geplant zu haben, landet jeder von ihnen auf der griechischen Kykladeninsel Mykonos und auch in demselben Hotel. Und beiden hat es auch noch ein und dieselbe Person angetan, die hübsche Reiseleiterin Jasmin. Während Jasmin bei Ginster zunächst Seelentrösterin bezüglich ihres Ehe- und Liebeskummers spielen muss (und es dabei auch zu lesbischen Liebesspielen kommt), ist die Reiseleiterin für Tobias in erster Linie ein sexueller Blitzableiter.
Für auflockernde Nebenhandlungsstränge sorgen ein schüchterner Student, ein dümmlicher Rennfahrer, ein Intellektueller, eine aufdringliche Ungeliebte und eine schöne Einsame. Schließlich findet der Bäumchen-wechsle-dich-Liebesreigen einen versöhnlichen Abschluss, und die fremdgegangenen Eheleute finden wieder zueinander. Lediglich Jasmin bleibt allein zurück.

## Produktionsnotizen
Nackt und heiß auf Mykonos wurde vom 4. September bis zum 15. Oktober 1978 auf der Sporadeninsel Skiathos gedreht. Die Fertigstellung erfolgte im März 1979, Uraufführung war am 27. Juli 1979 (Massenstart). Die 19-jährige Margit Geissler gab hiermit ihren Einstand vor der Kamera.

## Kritiken
„Softporno mit schlampig konstruierter Handlung, Pseudotiefsinn und klischeehaften Bildern.“

„Nach bewährten Handlungsschemata.“